# Jeunesse Sportive de Kabylie
Jeunesse Sportive de Kabylie (amazic cabilenc: Ilmezyen n Adal Leqbayel), també conegut com a JS Kabylie o JSK, és un club de futbol de la ciutat de Tizi Ouzou a Algèria. Els seus colors són el verd i el groc.

## Història
- Jeunesse Sportive de Kabylie (JSK) de 1946 a 1974
- Jamiat Sari' Kawkabi (JSK) 1974 a 1977
- Jeunesse Électronique de Tizi-Ouzou (JET) de 1977 a 1989
- Jeunesse Sportive de Kabylie (JSK) de 1989.

## Palmarès
- Supercopa africana de futbol: 
  - 1982
- Lliga de Campions de la CAF: 
  - 1981, 1990
- Recopa africana de futbol: 
  - 1995
- Copa de la CAF de futbol: 
  - 2000, 2001, 2002
- Lliga algeriana de futbol:[2]

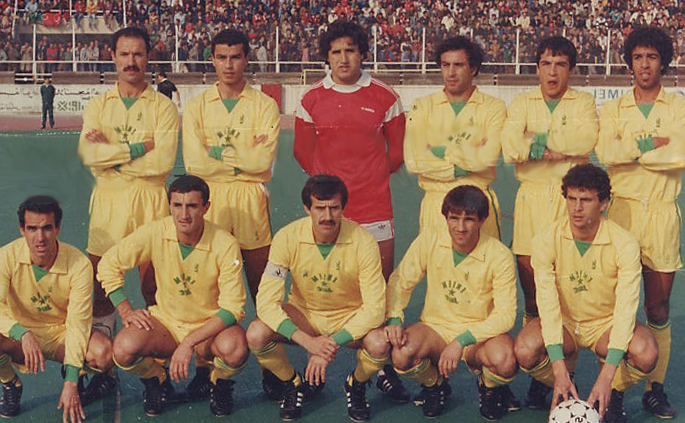
Jeunesse Électronique de Tizi-Ouzou el 1985–86.

  - 1973, 1974, 1977, 1980, 1982, 1983, 1985, 1986, 1989, 1990, 1995, 2004, 2006, 2008
- Copa algeriana de futbol:[3]
  - 1977, 1986, 1992, 1994, 2011
- Supercopa algeriana de futbol: 1
  - 1992

## Jugadors destacats
- Salem Amri
- Mokrane Baileche
- Mehdi Cerbah
- Rachid Dali
- Driss El Kolli
- Ali Fergani
- Lounès Gaouaoui
- Mahieddine Meftah
- Djamel Menad
- Slimane Raho
- Moussa Saïb